# Бородино (Эстония)
Бородино (эст. Borodino), также Порудину (эст. Porudinu), Порудина, Порудинна (эст. Porudina, Porudinna) —  бывшая деревня в Эстонии. Находилась на территории нынешнего уезда Вырумаа. В 1977 году была присоединена к деревне Вастсе-Рооза. 

## История
Деревня была основана на месте мызы Бородино, впервые упомянутой на карте Рюкера (Rücker) в 1839 году, и являвшейся скотоводческой мызой рыцарской мызы Ней-Розенгоф (нем. Neu-Rosenhof, Вастсе-Рооза, эст. Vastse-Roosa mõis). В других письменных источниках название деревни не встречается.
В 1920-е годы земли мызы были поделены на хутора, большинство которых было ликвидировано в советское время в ходе улучшения сельскохозяйственных земель.
Число жителей деревни в 1959 году составляло 49 человек, в 1970 году — 21.

## Происхождение топонима
Согласно народным поверьям, название деревне дал мызник, которому она напомнила поле сражения у русской деревни Бородино. В советские времена заготовку сена в местном совхозе называли «Бородинским сражением». Возможно также, название топонима произошло от славянской фамилии Бородин или Борутин.